# Boogschieten op de Olympische Zomerspelen
Boogschieten is een van de sporten die op de Olympische Zomerspelen worden beoefend. De sport werd geïntroduceerd op de Spelen in 1900 in Parijs. Ook in de jaren 1904, 1908 en 1920 kon aan deze sport worden meegedaan. Daarna werd het pas weer ingevoerd op de Spelen van 1972 in München. Vanaf 1988 werden ook de teamonderdelen toegevoegd. Op de Spelen van 1988 werd het systeem van eliminatierondes ingevoerd.

## Onderdelen

### Vroege Spelen
De onderdelen aan het begin van de 20e eeuw werd op elke editie dat boogschieten op het programma stond telkens anders ingevuld.
| 1900 | 1904 | 1908                                                                                   | 1912 | 1920 |
| --- | --- | -------------------------------------------------------------------------------------- | ---- | --- |
| 6 onderdelen, alleen mannen | 6 onderdelen, vrouwen en mannen | 3 onderdelen, vrouwen en mannen                                                        | —    | 10 onderdelen, alleen mannen |
| Au Chapelet, 33 m Au Chapelet, 50 m Au Cordon Doré, 33 m Au Cordon Doré, 50 m Sur la Perche à la Herse Sur la Perche à la Pyramide | Dubbele Amerikaanse ronde, mannen Dubbele York ronde, mannen Team ronde, mannen Dubbele Columbia ronde, vrouwen Dubbele Nationale ronde, vrouwen Team ronde, vrouwen | Continentale stijl, mannen Dubbele York ronde, mannen Dubbele Nationale ronde, vrouwen |      | Bewegend vogeldoel, 28 m, individueel Bewegend vogeldoel, 28 m, team Bewegend vogeldoel, 33 m, individueel Bewegend vogeldoel, 33 m, team Bewegend vogeldoel, 50 m, individueel Bewegend vogeldoel, 50 m, team Vast vogeldoel, grote vogel, individueel Vast vogeldoel, grote vogel, team Vast vogeldoel, kleine vogel, individueel Vast vogeldoel, kleine vogel, team |

### Recente Spelen
| Onderdeel             | Onderdeel                     | 72 | 76 | 80 | 84 | 88 | 92 | 96 | 00 | 04 | 08 | 12 | 16 | 20 | 24 | Totaal |
| --------------------- | ----------------------------- | -- | -- | -- | -- | -- | -- | -- | -- | -- | -- | -- | -- | -- | -- | ------ |
| Mannen                | Olympische ronde, individueel |    |    |    |    |    | •  | •  | •  | •  | •  | •  | •  | •  | •  | 9      |
| Mannen                | Olympische ronde, team        |    |    |    |    |    | •  | •  | •  | •  | •  | •  | •  | •  | •  | 9      |
|                       |                               |    |    |    |    |    |    |    |    |    |    |    |    |    |    |        |
| Vrouwen               | Olympische ronde, individueel |    |    |    |    |    | •  | •  | •  | •  | •  | •  | •  | •  | •  | 9      |
| Vrouwen               | Olympische ronde, team        |    |    |    |    |    | •  | •  | •  | •  | •  | •  | •  | •  | •  | 9      |
|                       |                               |    |    |    |    |    |    |    |    |    |    |    |    |    |    |        |
| Gemengd               | Olympische ronde, team        |    |    |    |    |    |    |    |    |    |    |    |    | •  | •  | 2      |
| Afgevoerde onderdelen |                               |    |    |    |    |    |    |    |    |    |    |    |    |    |    |        |
| Mannen                | Dubbele FITA ronde            | •  | •  | •  | •  |    |    |    |    |    |    |    |    |    |    | 4      |
| Mannen                | Dubbele FITA eliminatieronde  |    |    |    |    | •  |    |    |    |    |    |    |    |    |    | 1      |
| Mannen                | Eliminatieronde, team         |    |    |    |    | •  |    |    |    |    |    |    |    |    |    | 1      |
|                       |                               |    |    |    |    |    |    |    |    |    |    |    |    |    |    |        |
| Vrouwen               | Dubbele FITA ronde            | •  | •  | •  | •  |    |    |    |    |    |    |    |    |    |    | 4      |
| Vrouwen               | Dubbele FITA eliminatieronde  |    |    |    |    | •  |    |    |    |    |    |    |    |    |    | 1      |
| Vrouwen               | Eliminatieronde, team         |    |    |    |    | •  |    |    |    |    |    |    |    |    |    | 1      |
| Totaal                | Totaal                        | 2  | 2  | 2  | 2  | 4  | 4  | 4  | 4  | 4  | 4  | 4  | 4  | 5  | 5  | 50     |

## Medailles

### Meervoudige medaillewinnaars
Onderstaande tabellen geeft de meervoudige medaillewinnaars bij het boogschieten weer. De Belg Hubert Van Innis neemt na de editie van 2016 de twintigste positie in op de lijst van succesvolste medaillewinnaars op de Olympische Zomerspelen.
|                               | Olympiër                      | Land                          | Jaren                         | Goud                          | Zilver                        | Brons                         | Totaal                        | Opmerkingen                   |
| Succesvolste medaillewinnaars | Succesvolste medaillewinnaars | Succesvolste medaillewinnaars | Succesvolste medaillewinnaars | Succesvolste medaillewinnaars | Succesvolste medaillewinnaars | Succesvolste medaillewinnaars | Succesvolste medaillewinnaars | Succesvolste medaillewinnaars |
| ----------------------------- | ----------------------------- | ----------------------------- | ----------------------------- | ----------------------------- | ----------------------------- | ----------------------------- | ----------------------------- | ----------------------------- |
| 1                             | Hubert Van Innis              | BEL                           | 1900, 1920                    | 6                             | 3                             | 0                             | 9                             |                               |
| 2                             | Kim Woo-jin                   | KOR                           | 2016-2024                     | 5                             | 0                             | 0                             | 5                             |                               |
| 3                             | Kim Soo-Nyung                 | KOR                           | 1988-1992, 2000               | 4                             | 1                             | 1                             | 6                             |                               |
| 4                             | Park Sung-Hyun                | KOR                           | 2004-2008                     | 3                             | 1                             | 0                             | 4                             |                               |
| 5                             | Ki Bo-bae                     | KOR                           | 2012-2016                     | 3                             | 0                             | 1                             | 4                             |                               |
| 6                             | Matilda Howell                | USA                           | 1904                          | 3                             | 0                             | 0                             | 3                             |                               |
| 6                             | Edmond Cloetens               | BEL                           | 1920                          | 3                             | 0                             | 0                             | 3                             |                               |
| 6                             | Edmond Van Moer               | BEL                           | 1920                          | 3                             | 0                             | 0                             | 3                             |                               |
| 6                             | Yun Mi-Jin                    | KOR                           | 2000-2004                     | 3                             | 0                             | 0                             | 3                             |                               |
| 6                             | An San                        | KOR                           | 2020                          | 3                             | 0                             | 0                             | 3                             |                               |
| 6                             | Kim Je-deok                   | KOR                           | 2020-2024                     | 3                             | 0                             | 0                             | 3                             |                               |
| 6                             | Lim Si-hyeon                  | KOR                           | 2024                          | 3                             | 0                             | 0                             | 3                             |                               |
| Vier of meer medailles        |                               |                               |                               |                               |                               |                               |                               |                               |
|                               | Louis Van de Perck            | BEL                           | 1920                          | 2                             | 2                             | 0                             | 4                             |                               |
|                               | Julien Brulé                  | FRA                           | 1920                          | 1                             | 3                             | 1                             | 5                             |                               |
|                               | Eugène Grisot                 | BEL                           | 1908, 1920                    | 1                             | 2                             | 1                             | 4                             |                               |
|                               | Léonce Quentin                | FRA                           | 1920                          | 0                             | 3                             | 1                             | 4                             |                               |
|                               | Brady Ellison                 | USA                           | 2012-2016, 2024               | 0                             | 3                             | 2                             | 5                             |                               |

### Medaillespiegel
N.B. Medaillespiegel is bijgewerkt tot en met de Olympische Spelen van 2024.
| Plaats | Land             | NOC    | Goud | Zilver | Brons | Totaal |
| ------ | ---------------- | ------ | ---- | ------ | ----- | ------ |
| 1      | Zuid-Korea       | KOR    | 32   | 10     | 8     | 50     |
| 2      | Verenigde Staten | USA    | 14   | 10     | 10    | 34     |
| 3      | België           | BEL    | 11   | 6      | 4     | 21     |
| 4      | Frankrijk        | FRA    | 7    | 12     | 7     | 26     |
| 5      | Groot-Brittannië | GBR    | 2    | 3      | 5     | 10     |
| 6      | Italië           | ITA    | 2    | 2      | 5     | 9      |
| 7      | China            | CHN    | 1    | 7      | 2     | 10     |
| 8      | Sovjet-Unie      | URS    | 1    | 3      | 3     | 7      |
| 9      | Finland          | FIN    | 1    | 1      | 2     | 4      |
| 9      | Oekraïne         | UKR    | 1    | 1      | 2     | 4      |
| 11     | Nederland        | NED    | 1    | 1      | 1     | 3      |
| 12     | Australië        | AUS    | 1    | 0      | 2     | 3      |
| 13     | Turkije          | TUR    | 1    | 0      | 1     | 2      |
| 14     | Spanje           | ESP    | 1    | 0      | 0     | 1      |
| 15     | Japan            | JPN    | 0    | 3      | 4     | 7      |
| 16     | Duitsland        | GER    | 0    | 2      | 2     | 4      |
| 16     | Chinees Taipei   | TPE    | 0    | 2      | 2     | 4      |
| 18     | Russische ploeg  | ROC    | 0    | 2      | 0     | 2      |
| 18     | Zweden           | SWE    | 0    | 2      | 0     | 2      |
| 20     | Mexico           | MEX    | 0    | 1      | 3     | 4      |
| 21     | Polen            | POL    | 0    | 1      | 1     | 2      |
| 21     | Rusland          | RUS    | 0    | 1      | 1     | 2      |
| 23     | Indonesië        | INA    | 0    | 1      | 0     | 1      |
| 24     | Gezamenlijk team | EUN    | 0    | 0      | 2     | 2      |
| Totaal | Totaal           | Totaal | 76   | 73     | 66    | 216    |

Parijs 1900 · 
St. Louis 1904 · 
Londen 1908 · 
Antwerpen 1920 · 
München 1972 · 
Montréal 1976 · 
Moskou 1980 · 
Los Angeles 1984 · 
Seoel 1988 · 
Barcelona 1992 · 
Atlanta 1996 · 
Sydney 2000 · 
Athene 2004 · 
Peking 2008 · 
Londen 2012 · 
Rio de Janeiro 2016 · 
Tokio 2020 · 
Parijs 2024 · 
Los Angeles 2028
Medaillewinnaars 
Olympische Zomerspelen
Olympische Winterspelen
Gerelateerd
Olympische Jeugdspelen · Paralympische Spelen · Deaflympische Spelen · Special Olympic World Games
IOC · COA · BOIC · NOC*NSF · NAOC · SOC